# 静岡県道137号原木停車場線
静岡県道137号原木停車場線（しずおかけんどう137ごう ばらきていしゃじょうせん）は、静岡県伊豆の国市内を通る一般県道である。

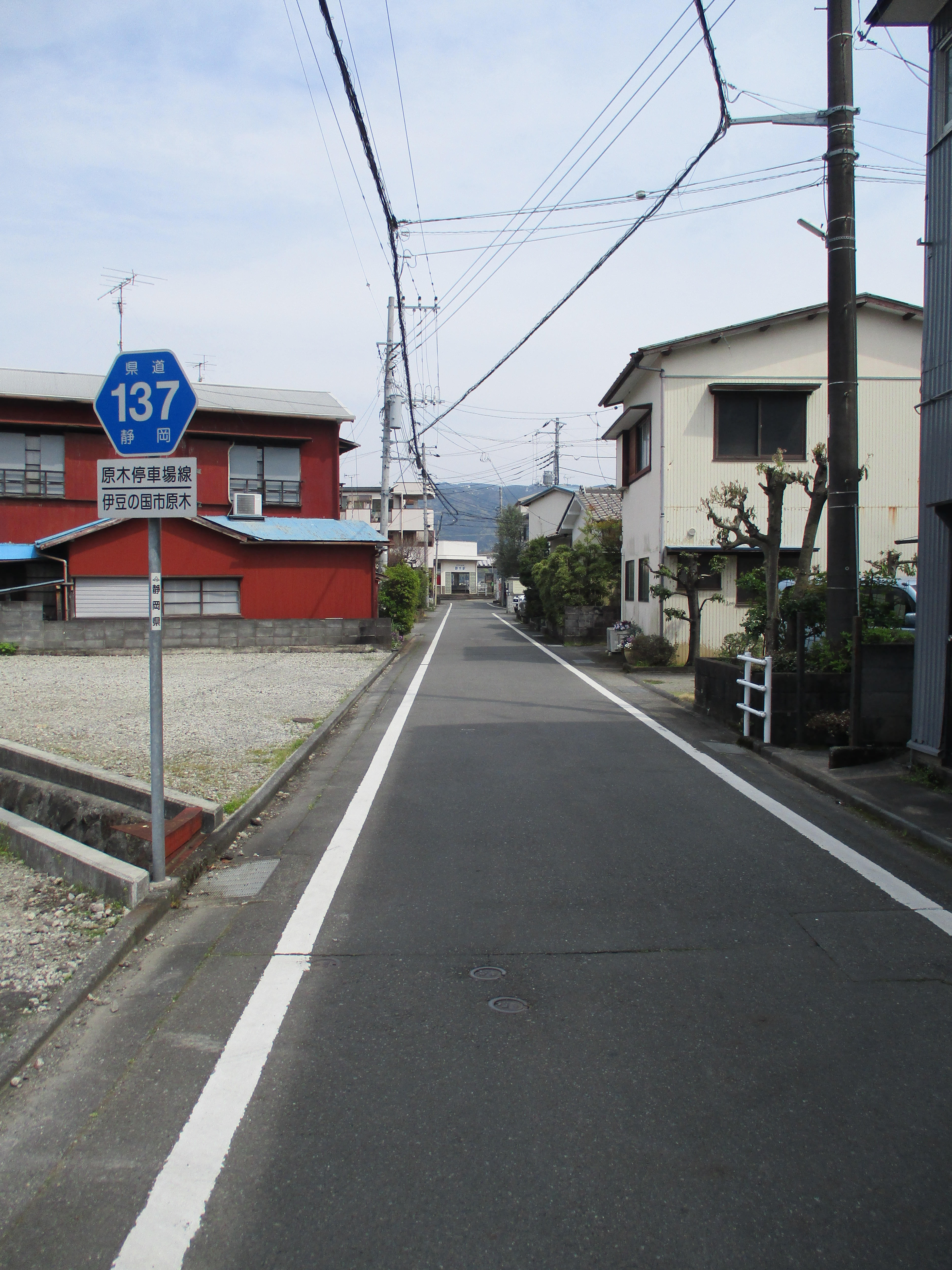
終点より全景。2023年4月撮影。

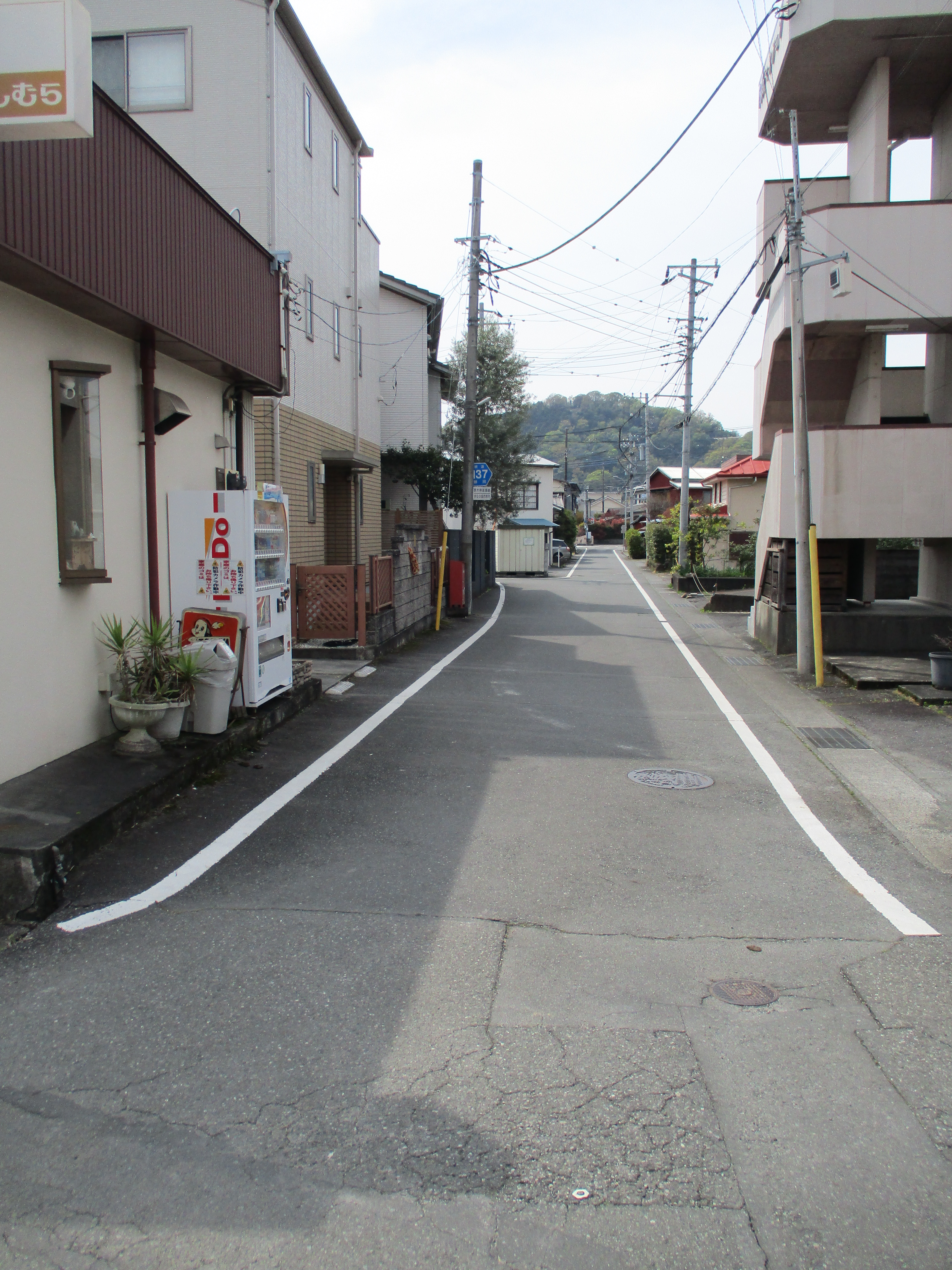
起点より全景。2023年4月撮影。

## 概要

### 路線データ
- 起点：原木停車場（静岡県伊豆の国市原木）
- 終点：静岡県伊豆の国市原木（国道136号交点）
- 実延長：110m[1]

## 沿革
- 1960年（昭和35年）4月1日 - 認定[2]

## 地理

### 通過する自治体
- 静岡県伊豆の国市

### 接続する道路
- （起点：伊豆の国市原木、「原木駅」前）
- 国道136号（下田街道）（終点：伊豆の国市原木）

### 周辺
- 伊豆箱根鉄道駿豆線原木駅
- 狩野川